# Ministerium für Hochschulwesen, Forschung, Wissenschaft und Technologie (Gambia)
Das Ministerium für Hochschulwesen, Forschung, Wissenschaft und Technologie (Ministry of Higher Education, Research, Science & Technology, MoHERST), oder kurz Wissenschaftsministerium, ist ein Ministerium der Regierung des westafrikanischen Staates Gambia.

## Lage und Beschreibung
Der Sitz des Ministeriums liegt am Bertil Harding Highway im New-Futurelec-Building, in Kotu (Kanifing Municipal).
Das Wissenschaftsministerium ist verantwortlich für Hochschulwesen, die Forschung und Wissenschaft in Gambia.

## Geschichte
Aus dem ursprünglichen Bildungsministerium wurde 2007 für das Hochschulwesen, die Forschung und Wissenschaft in Gambia, ein eigenes Ministerium für Hochschulwesen, Forschung, Wissenschaft und Technologie geschaffen.
Bis Mitte 2009 lautete die Bezeichnung Gambia Department of State for Basic & Secondary Education (DoSBSE).

## Leitung
Bis zu seiner Ernennung zum Vizepräsidenten Gambias am 4. Mai 2022 war Badara Joof seit dem 22. Februar 2017 Wissenschaftsminister (Minister of Higher Education and Reserach). Seitdem hat der Literaturwissenschaftler Pierre Gomez das Amt inne.